# Dercetina varipennis
Dercetina varipennis es una especie de insecto coleóptero de la familia Chrysomelidae.
Fue descrita científicamente en 1890 por Martin Jacoby.